# Francis H. Kimball

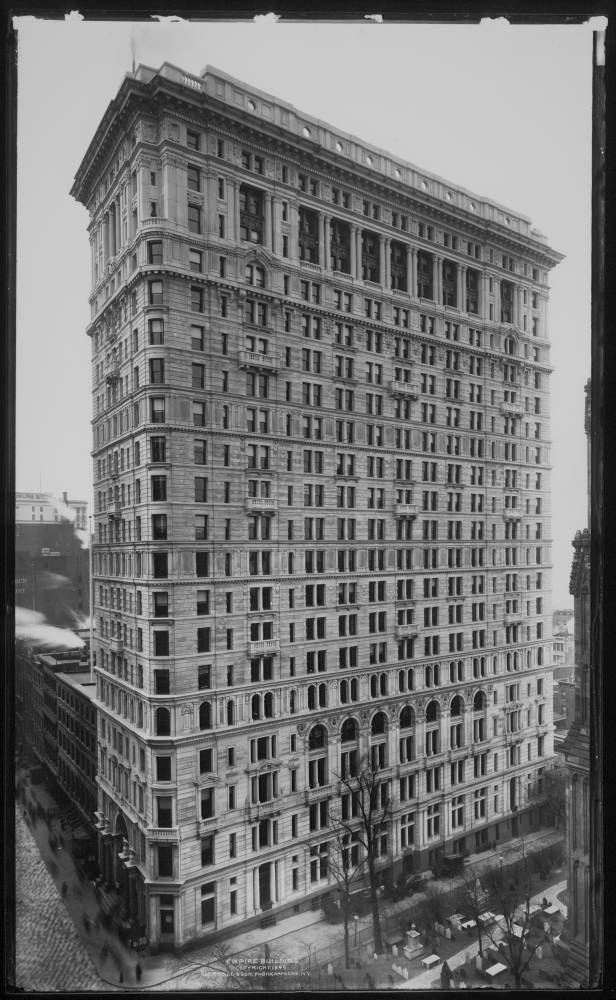
Empire Building, 1899

Francis Hatch Kimball (* 24. September 1845 in Kennebunk, Maine; † 20. Dezember 1919) war ein US-amerikanischer Architekt.
Francis H. Kimball errichtete vor allem Hochhäuser in New York City. Er war Partner der Architekturfirma Kimball & Thompson.

## Werke (Auswahl)
- Corbin Building
- Empire Building
- Manhattan Life Building
- Church for All Nations
- Trinity and U.S. Realty Buildings